# Джозеф Лістер
Джозеф Лістер (англ. Joseph Lister; 5 квітня 1827, Аптон, графство Ессекс — 10 лютого 1912, Волмер, графство Кент)   видатний англійський хірург, професор, засновник антисептики та асептики в хірургії.

## Біографія
Коли Джон Джексон Лістер одружився зі шкільною вчителькою Ізабеллою Гарріс, то купив маєток у Уптоні, графство Ессекс, і вони туди переселилися. 5 квітня 1827 у подружжя Лістерів народилася четверта дитина, майбутній хірург. Батько Джозефа, Джон Джексон Лістер, спочатку жив у Лосбері, де займався виноторгівлею. Успішна квакерська родина Лістера мешкала в Аптауні, Вест-Хемі, Ессекс, що розташовувався тоді біля Лондона, а тепер у його межах.
Джон Джексон Лістер був людиною освіченою, володів латинською, німецькою, французькою мовами, і при цьому займався виноторгівлею. Ще більш дивують його заняття науковими дослідженнями в галузі природознавства. Будучи високообдарованим самоуком, своїми відкриттями в оптиці, які привели до винаходу ахроматичних лінз та відповідно, вдосконаленню мікроскопа — він здобув собі популярність, а разом з нею і звання члена Лондонського Королівського товариства (Британська Академія наук). 1843 року він виступив у Королівському товаристві з доповіддю «Про межі бачення неозброєним оком, про телескоп і мікроскоп», що випереджала всі відомі дослідження, у тому числі відому працю Фрауенгофера, котра вийшла набагато пізніше.
Спочатку Джозеф відвідував приватну квакерську школу Айзек Браун Академі Джеймса Аббота в Хітчині в Хертфордширі; потім - приватну квакерську Гроув Хауз скул у Тоттенхемі, де вивчав математику, природознавство та мови.
У 1844 році, коли Джозефові було 17 років, він не зміг відвідувати Оксфордський, або Кембридзький університети, через релігійне тестування. Проте він мав змогу вступити в один з кількох вишів, що приймав квакерів - Медичну школу Університетського коледжу в Лондоні.
Навчання давалося Джозефові легко, і вже в школі він почав виявляти схильність до природничих наук, що перетворилася потім на бажання присвятити себе медицині. Закінчивши в 1844 році школу, він вступив до Лондонського університету. Після трьох років, що пішли на загальноосвітні дисципліни, розпочав вивчати безпосередньо медицину. 1852 року Джозеф закінчив медичний факультет Лондонського університету і здобув ступінь бакалавра медицини, 1855 року став членом Королівської колегії хірургів.
Для поповнення своїх знань він вирушив до Единбурга, у клініку відомого хірурга Сайма. Тут він опублікував лекції з клінічної хірургії, прочитані ним в 1854-55 роках і присвячені переважно офтальмології. 
У серпні 1855 року Джон Лістер заручився і у квітні 1856 року одружився з Агнесою Сайм, для чого залишив квакерську церкву й перейшов до єпископальної церкви Святого Павла на вулиці Джеффрі в Единбурзі. Шлюб у присутності лише членів родини Саймів, було укладено в малювальній кімнаті Міллбанку - будинку Саймів у Морнінгсайді.
У 1858 році Лістер став хірургом Королівської лікарні в Единбурзі і одночасно почав читати курс хірургії в університеті.
З 1860 року — професор хірургії в Глазго.
В 1861 році професор почав використовувати в своїй хірургічній практиці кетгут, який пропагують італійські лікарі. Згідно історичних джерел саме він придумав хромувати кетгут, який став стійкішим при розсмоктуванні і міцнішим.
1865 рік — уперше Лістер використав під час операції карболову кислоту. Деякі джерела підтверджують, що сама ідея застосування цієї кислоти виникла у нього на основі того, що він взнав інформацію, згідно якої в місті Карлайлі цю речовину додавали до стічних вод, що зупиняло процес бродіння та гниття. А Лістер вирішив випробувати карболову кислоту як агента при лікуванні ран, який має зупинити процес гниття (нагноєння) рани.
У 1867 році в журналі «Lancet» з'явилися статті Лістера, одна з яких «On the Antiseptic Principle in the Practice of Surgery». У них відстоювалась ідея, що ранову інфекцію, що лютує в хірургічних відділеннях і призводить до величезної післяопераційної смертності, спричинює живий патоген, якого було внесено до рани ззовні. Зв'язавши питання про зараження операційної рани з дослідженнями Луї Пастера, Лістер вперше дав йому точне наукове висвітлення і розробив теоретично обґрунтовані заходи щодо боротьби з хірургічною інфекцією. Того ж року вчений та практик доповів з цього приводу на засіданні Британського лікарського товариства в Дубліні, де на основі власних практичних досліджень обґрунтував необхідність використання карболової кислоти, відкривши в хірургії еру антисептики, що принесло йому зрештою світову славу. Руки хірурга, операційне поле та інструменти оброблялися карболовою кислотою. Повітря в операційній також знезаражували пульверизацією розчину кислоти («Carbolyc spray» — карболова пульверизація). Після запровадження цієї системи хірургічне зараження у Лістера стало рідкістю, і безпека операцій неймовірно зросла.
Також потрібно відмітити, що майже подібні ідеї І. Ф. Земмельвейса, висловлені на 20 років раніше, але без наукового підґрунтя Пастера, не зустріли розуміння медичного соціуму, тому саме Лістера вважають «батьком» сучасної антисептики та асептики.
У 1869 році Лістер перейшов у хірургічну клініку в Единбурзі, а в 1877 його було запрошено в Королівську лікарню до Лондона, де він викладав до 1882 року. З 1896 Лістер був головою Королівського медичного товариства, він був почесним доктором багатьох університетів та членом наукових товариств.

## Цікаве
На честь Джозефа Лістера було названо рід бактерій лістерії (Listeria), що включає патогенний для людини вид Listeria monocytogenes, збудник лістеріоза.
Також, один із відомих побутових асептичних ополіскувачів для ротової порожнини названо «Лістерин», від прізвища одного з початківців асептики Лістера.